# 阿利坎特省圣胡安
阿利坎特省圣胡安是西班牙巴伦西亚自治区阿利坎特省的一个市镇。总面积10km2，总人口16585人（2001年），人口密度1659人/km2。